# Álora
Álora è un comune spagnolo di 13 336 abitanti situato nella comunità autonoma dell'Andalusia.

## Geografia fisica
Il comune è attraversato dal fiume Guadalhorce.

## Monumenti e luoghi d'interesse
- Caminito del Rey